# Liste des compagnies aériennes disparues en Asie
Voici la Liste des compagnies aériennes disparues d'Asie.

## Afghanistan
- Bakhtar Afghan Airlines (1967-1988, intégré dans Ariana Afghan Airlines)
- Balkh Airlines (1996-1997)
- Kabul Air (2007-2011)
- MarcoPolo Airways (2003-2004)
- Pamir Airways (1994-2011)
- Photros Air (2006-2007)

## Arménie
- Air Van Airlines (2003–2005)
- Ararat International Airlines (2010–2013)
- Arax Airlines (1993–1999)
- Armavia (1996–2013)
- Armenian Airlines (1991–2003)
- Armenian International Airways (2002–2005)
- Blue Sky Airlines (2003–2008)
- Jupiter-Avia (1998–2002)
- Yerevan-Avia (1992-2009)

## Azerbaijan
- Imair Airlines (1994-2009)
- Turan Air (1994-2013)

## Bahreïn
- Bahrain Air (2008-2013)
- Bexair (2001-2008)
- Delmun Aviation Services (2008-2012)
- Gulf Aviation (1950-1973, devient Gulf Air le 1er janvier 1974)
- Gulf Traveller (2003-2007)
- Swiftair Bahrain (2008-2012)

## Bangladesh
- Aero Bengal
- Air Bangladesh (2000-2005)
- Air Parabat
- Best Air (2007–2009)
- GMG Airlines (1997-2012)
- Mid Asia Airlines (2008-2009)
- Royal Bengal Airline
- THT Air Services
- Voyager Airlines Bangladesh (2002-2007)
- Zoom Airways

## Cambodge
- Aero Cambodia Airline
- Air Dream (2007)
- Angkor Airways (2004–2008)
- Cambodia Airlines (1997–2005)
- First Cambodia Airlines (2004)
- Imtrec Aviation (2001–2008)
- Kampuchea Airlines (1997–2004)
- Mekong Airlines (2002–2003)
- PP Air (2014, rebaptisé Bassaka Air)
- PMTair (2003–2008)
- President Airlines (1997–2007)
- Royal Air Cambodge (1956–2001)
- Royal Khmer Airlines (2000–2011)
- Royal Phnom Penh Airways (1999–2004)
- Siem Reap Airways International (2000–2008)
- Skywings Asia Airlines (2011-2014, rebaptisé Sky Angkor Airlines)
- TonleSap Airlines (2011–2013)
- Wat Phnom Airlines (2013-2014)
- Yana Airlines (1998-2002, rebaptisé Mekong Airlines)

## République populaire de Chine
- Air Great Wall (cessation d'activité en 2000, fusion avec China Eastern Airlines)
- Beiya Airlines (1990-2000)
- CAAC (1949–1987, divisé en six compagnies)
- Chang An Airlines (1992–2007, fusion avec Shanxi Airlines et China Xinhua Airlines pour former Grand China Air)
- China Eastern Airlines Cargo (2002–2004, reprend son nom d'origine d'avant 2002 China Cargo Airlines)
- China General Aviation (cessation d'activité en 1997, repris par China Eastern)
- China National Aviation Corporation (1929–1949, participe à la CAAC)
- China Northern Airlines (1990–2003, fusion avec China Southern Airlines)
- China Northern Swan Airlines (1990–2000)
- China Northwest Airlines (1989–2003, fusion avec China Yunnan au sein de China Eastern)
- China Southwest Airlines (1987–2002, racheté par Air China)
- China Xinhua Airlines (1992–2007, fusion avec Chang An Airlines et Shanxi Airlines pour former Grand China Air)
- China Xinjiang Airlines (1985–2003, pour former China Southern Airlines)
- China Yunnan Airlines (1992–2003, fusion avec China Northwest dans China Eastern)
- Civil Air Transport (1946–1968)
- Civil Aviation Administration of China (CAAC) (1949–1991, division aérienne vendue)
- Deer Jet (1995–2010, racheté par Beijing Capital Airlines)
- East Pacific Airlines (2006–2010?, racheté par Shenzhen Donghai Airlines)
- East Star Airlines (2005–2009)
- Eurasia (1930–1942)
- Fujian Airlines (1990–2000)
- Grandstar Cargo (2007–2012)
- Great Wall Airlines (2006–2011, fusionne avec Shanghai Airlines Cargo pour former China Cargo Airlines)
- Guizhou Airlines (1991–1998, intégré dans China Southern Airlines)
- Henan Airlines (2009–2010)
- Jade Cargo International (2004–2011)
- Kunpeng Airlines (2007–2009)
- Jetwin Cargo Airline (2002–2006, intégré dans East Pacific Airlines)
- Manchurian Air Transport
- Nanjing Airlines
- Northeast Airlines (2006–2010, intégré dans Hebei Airlines)
- Shantou Airlines
- Shanghai Airlines Cargo  (2006–2011, fusion avec Great Wall Airlines pour former China Cargo Airlines)
- Shanxi Airlines (1988–2007, fusion avec China Xinhua et Chang An Airlines pour former Grand China Air)
- SKOGA (1950–1954, compagnie Sino-Soviétique)
- Swan Airlines
- United Eagle Airlines (2005–2010, intégré dans Chengdu Airlines)
- Wuhan Airlines (cessation d'activité en 2003, intégré dans China Eastern)
- Zhejiang Airlines (cessation d'activité en  2004, intégré dans Air China)
- Zhongyuan Airlines (1986–2000, intégré dans China Southern)
- Zhuhai Airlines

L'ancien Empire du Mandchoukouo 
- Manchuria Aviation Company (1931–1945)

### Hong Kong
- Heli Express (1997–2010, rebaptisé Sky Shuttle Helicopters)
- CR Airways (2001–2006, rebaptisé Hong Kong Airlines)
- Hong Kong Express (2005–2013, rebaptisé HK Express)
- Oasis Hong Kong Airlines (2005–2008)
- Waterfront Air (2008-2014)

Ancien Hong-Kong Britannique
- Hong Kong Airways (1947-1959, a fusionné avec la compagnie Cathay Pacific )

### Macao
- Heli-Express (1997–2008, rebaptisé Sky Shuttle Helicopters)
- East Asia Airlines (rebaptisé Sky Shuttle Helicopters)
- Viva Macau (2005–2010)

## Géorgie
- Air Georgia (1992–1999, fusionne avec Airzena pour former Airzena Georgian Airlines)
- Airzena (1994–1999, fusionne avec Air Georgia pour former Airzena Georgian Airlines)
- Airzena Georgian Airlines (1999–2004, intégré à Georgian Airways)
- Caucasus Airlines (2001–2004)
- Eurex Airlines (2009–2011)
- EuroLine (2004–2010, intégré à Georgian International Airlines)
- Fly Georgia (2011–2013)
- Georgian Airlines (1998–1999) Intégré à Airzena Georgian Airlines
- Orbi Georgian Airways (1992–1997, rebaptisé Georgian Airlines)
- Zakavia (1923–1929, fusionne avec Ukrvozdukhput pour former Dobrolyot)

## Inde
- Air Odisha

Ancienne  Inde Portugaise
- Transportes Aéreos da Índia Portuguesa (1955 à 1961)

## Indonésie
- Adam Air (2003–2008)
- Air Efata (2006)
- Air Paradise (2002–2005)
- Asia Avia Airlines (2003–2006)
- Bali Air (1973–2006)
- Batavia Air (2002-2013)
- Bayu Indonesia
- Bouraq Indonesia Airlines (1970–2005)
- Dirgantara Air Service (1971-2009)
- Indonesian Airlines (2001–2004, 2004–2007)
- Jatayu Airlines
- Kartika Airlines (2001-2010)
- Linus Airways (2008-2009)
- Lorena Airlines
- Mandala Airlines (1969–2013, to Tigerair Mandala)
- Megantara Air (2007-2009)
- Merpati Nusantara Airlines (1962–2014)
- Nurman Avia (1997-2007)
- Penas Air (2010-2012)
- Riau Airlines
- Sabang Merauke Raya Air Charter
- Sempati Air (1968–1998)
- Seulawah Nad Air (2002–2003)
- Sky Aviation
- Star Air (2000–2005)
- Tigerair Mandala (2013–2014)
- Top Air (2004–2006)

Ancien Colonie des Indes Néerlandaises
- Koninklijke Nederlandsch-Indische Luchtvaart Maatschappij (KNILM) (1928-1947, acquis par KLM)
- KLM Interinsulair Bedrijf (1947-1949, Garuda Indonesia)

Ancienne Nouvelle-Guinée Néerlandaise
- De Kroonduif (1955-1963, absorbé dans Garuda Indonesia)

## Iran
- Aban Air[1]
- Air Service[2]
- Air Taxi
- Aram Airline[3]
- Aria Air (1999-2009)
- Arvand Airlines
- Atlas Aviation Group (Atlas Air)
- Bonyad Airlines[4]
- Eram Air (2005-2013)
- Fars Air Qeshm (2003-2013)
- Pariz Air
- Pars Air
- Sahand Airlines (2010-2013)
- Sepahan Airlines (2010-2014)
- Safat Airlines
- Safiran Airlines (1988-2013)
- Saha Airlines (1990-2013)
- Tehran Airline

## Irak
- Iraqi Yatooma
- Ishtar Airlines (2005-2009)
- Korek Airlines (2006)
- Kurdistan Airlines
- Mesopotamia Air
- Sawan Airlines
- Tigris Air
- Zozik Air

## Israel
- Maof Airlines
- Arab Airways Association
- Sun d'Or (compagnie aérienne éteinte, nom toujours utilisé par El Al pour des vols charters)

## Jordanie
- Air Rum (2002-2008)
- Air Jordan
- Air Universal (2001-2008)
- Petra Airlines (2005-2014)
- Royal Jordanian Xpress (2005-2009)
- Sky Gate International Aviation (2003-2008)
- Star Air (2003-2012)
- Teebah Airlines (2004-2008)

## Kazakhstan
- Aerotur-KZ Airlines (2006-2009)
- Almaty Aviation (2002-2010)
- Air Kazakhstan (1996–2004)
- Air Kokshetau (2002-2008)
- Asia Continental Airlines (1999-2010)
- Asia Service Airlines (1994–1999)
- Asia Wings (2010-2012)
- Atyrau Airways (1996-2009)
- Burundaiavia (1946-2010)
- DETA Air (2003-2011)
- Irtysh Air
- Kazakhstan Airlines (1991–1997)
- Orient Eagle Airways (1997-2002)
- SAN Air (1995–1999)
- Sayakhat Airlines (1989-2005)
- SBS Aircraft (1996–2001)
- Starline.kz (2006-2009)
- Taraz Wings (1996–1997)
- Tahmid Air (2008-2009)
- Trans-Asia (1996–1999)
- Tulpar Air Service (1998-2009)

## Corée du Nord
- Sokao (1950–1954, rebaptisé Choson Minhang)
- Choson Minhang (1954–1993, rebaptisé Air Koryo)

## Corée du Sud
- Hansung Airlines (2004–2008, intégré à T'way Airlines)
- Korean Air Lines (1962–1984, rebaptisé Korean Air)
- Korean National Airlines (1948–1962, intégré à Korean Air Lines)
- Kostar Airlines (2008)
- Yeongnam Air (2008)

## Koweït
- Rubban (2008-2010)
- Wataniya Airways (2009-2011)

## Kirghizistan
- Anikay Air (2003-2007)
- Botir-Avia (2000-2006)
- Esen Air (2006-2008)
- Galaxy Air (2006-2010)
- Itek Air (1999-2010)
- JSC National Air Carrier "Kyrgyzstan Airlines" (1992-2005)
- Kyrgyz Air (2002-2003)
- Manas Air (2000–2001)
- Pegasus Asia (rebaptisé Air Manas)
- Star of Asia (1992-1995)
- Quadro-Aero (2000-2004)

## Laos
- Boun Oum Airways (1964–1967, intégré à Continental Air Services, Inc)
- Lao Aviation (1979–2003, intégré à Lao Airlines)
- Royal Air Lao (1962–1976)

## Liban
- Air Liban (fusion avec Middle East Airlines)
- Berytos Airlines (2003-2008)
- Flying Carpet Airlines (2000-2009, rebaptisé Med Airways)
- Globe Jet (2003-2014)
- Lebanese International Airways

## Malaisie
- Borneo Airways (cessation d'activité en 1999)
- FlyAsianXpress (2006-2007)
- Ked-Air (2004–2006)
- Malaysia-Singapore Airlines (1966–1971, divisé entre Malaysia Airlines et Singapore Airlines)
- Pelangi Air (cessation d'activité en 1999)
- Rayani Air
- Saeaga Airlines (1995–98)
- Silverfly (2009-2010)

## Maldives
- Air Equator (2003-2005)
- Air Maldives (1974-2000)
- Island Aviation Services (1998-2008, intégré à Maldivian)
- Maldives Airways (1984-1986)
- Maldivian Air Taxi (1993-2013, fusion dans Trans Maldivian Airways)
- Maldives International Airlines (1977-1984)

## Mongolie
- Hangard Airlines
- Chinggis Airways
- Eznis Airways (2006-2014)

## Myanmar
- Air Inlay
- Burma Airways (1972–1989, intégré à Myanmar Airways)
- FMI Air Charter (2012-2014, rebaptisé FMI Air)
- Myanmar Airways (1989-2014, rebaptisé Myanmar National Airlines)
- Shwe Myanmar Airways (2012, rebaptisé Golden Myanmar Airlines)
- Union of Burma Airways (1948–1972, intégré à Burma Airways)

## Nepal
- Agni Air (2006-2012)
- Air Ananya
- Air Nepal International (2005–2006)
- Asian Airlines
- Base Air
- Cosmic Air (1997–2006)
- Everest Air (1992–1998)
- Flight Care Aviation
- Fly Yeti
- Garud Air
- Guna Airlines (2009-2013)
- Impro Airways
- Karnali Air (19??-2001, intégré à Necon Air)
- Lumbini Airways
- Mero Air
- Mountain Air (2000–2002)
- Necon Air (1992–2003)
- Nepal Airways
- Royal Nepal Airlines (2007, became Nepal Airlines)
- Shangri-La Air (1999–2001)
- Skyline Airways (en) (1999–2002)

## Pakistan
- Aero Asia (1993-2007)
- Air Indus
- AST Pakistan Airways
- Bhoja Air (1993-2000, 2012)
- Hajvairy Airlines (1991-1993)
- JS Air (2011)
- Orient Airways (1955, fusion avec Pak Airways pour former Pakistan International Airlines)
- Pak Airways (1955)
- Pearl Air (2004, n'a jamais été opérationnel)
- Raji Airlines
- Rayyan Air (2014)
- Safe Air (2000)

## Philippines
- Aboitiz Air (renamed 2GO)
- Aerolift Philippines
- Air Ads
- Air Manila (fusion avec Filipinas Orient Airways pour former Philippine Airlines)
- Filipinas Orient Airways (fusion avec Air Manila pour former Philippine Airlines)
- Grand Air International
- Laoag International Airlines (cessation d'activité en 2002)
- Legendary Air (cessation d'activité en 2015)
- Mindanao Express (cessation d'activité en 2000)
- Tair Airways

## Qatar
- Al Maha Airways (Filiale de Qatar Airways et de Saudi Arabian)

## Arabie saoudite
- Al Wafeer Air
- Kayala Airline
- Sama Airlines

## Singapour
- Malaysia-Singapore Airlines (1966–1971, divisé entre Singapore Airlines et Malaysia Airlines)
- Jett8 Airlines (2005-2012)
- Region Air [5]
- Saber Air (1966-1973)
- Valuair (2004-2005, intégré à Jetstar Asia Airways)

## Sri Lanka
- AeroLanka (2002-2010)
- Air Ceylon (1947-1978)
- Air Lanka (rebaptisé SriLankan Airlines)
- Lionair (1993-2006)
- Mihin Lanka (2007-2016)
- Monara Air
- Paradise Air
- Peace Air
- Sky Cabs (1991-2000)
- SriLankan AirTaxi (2010-2013)
- Upali Air (1968-1984)

## Syrie
- Damascene Airways (2006-2007)
- Orient Air (2006-2007)
- Syrian Pearl Airlines (2009-2010)

## Taïwan
- Dragon Air (1947–1952)
- Formosa Airlines (1987–1999, intégré à Mandarin Airlines)
- Great China Airlines (1966–1998, fusion avec Makung Airlines et Taiwan Airways pour former Uni Air)
- Makung Airlines (1987–1998, fusion avec Great China Airlines et Taiwan Airways pour former Uni Air)
- Taiwan Airways (1966–1998, fusion avec Makung Airlines et Great China Airlines pour former Uni Air)
- TransAsia Airways (1951–2016)
- U-Land Airlines (1988–2000)
- V Air (2014-2016)
- Yung Shing Airlines (1966–1987, intégrée Formosa Airlines)

## Tadjikistan
- East Air (2007-2014)
- Tajikistan Airlines (1993-2007, rebaptisé Tajik Air)

## Thaïlande
- Air Andaman (2000–2004)
- Air Phoenix (2007–2009)
- Air Siam (1965–1976)
- Angel Air (1997–2003)
- Bira Air Transport (1969–1974)
- Crystal Thai Airlines
- Destination Air Shuttle
- Euarng Luang (cessation d'activité en 2006)
- Happy Air (2009–2015)
- Maranphal Airways (MP Airways) (1960)
- One-Two-GO Airlines (2003–2010, intégré à Orient Thai Airlines)
- Pacific Overseas Airlines (1947–1951, fusion avec Siamese Airways pour former Thai Airways Company)
- P.C. Air
- PBair (1990–2009)
- Phuket Air (1999-2013)
- Princess Airlines (1996)
- SGA Airlines (2002–2014)
- Siamese Airways (1947–1951, merged with Pacific Overseas Airlines to form Thai Airways Company)
- SkyStar Airways (2007–2009)
- Solar Air
- Sunny Airways (2011–2012)
- Thai Air Cargo (2004–2006)
- Thai Airways Company (1951–1988, intégré à Thai Airways International)
- ThaiJet (2003–2004)
- Thai Pacific Airlines (2003–2004)
- Thai Regional Airlines (2011–2012)
- Thai Sky Airlines (2004–2006)
- Thai Tiger Airways (2010–2011)
- Trans Asiatic Airlines (1947–1950)

## Timor-Leste
- Austasia Airlines (2001-2010, rebaptisé Air Timor)
- Timor Air (2008-2012)
- Timor-Leste Airlines (2010-2012)

Timor portugais
- Transportes Aéreos de Timor (1954–1975)

## Émirats arabes unis
- AVE.com
- Emirates Link
- Falcon Express Cargo Airlines (1995-2012)
- Gulf Falcon [6]
- Gulf Traveller
- Midex Airlines
- North East Airlines
- RAK Airways
- Silver Air (UAE)

## Ouzbékistan
- Qanot Sharq (2005–2007)

## Vietnam
- Air Mekong (2009–2013)
- Air Vietnam (1951–1975)
- COSARA (1947-1955)
- Indochina Airlines (2008–2009)
- Pacific Airlines (1990-2008, rebaptisé Jetstar Pacific)
- Vietnam Civil Aviation (1956-1989, intégré à Vietnam Airlines)

## Yemen
- Alyemda (1971–1996, intégré à Yemenia)
- Yemen Airways (1961-1978, rebaptisé Yemenia)

Ancienne Colonie d'Aden
- Aden Airways (1949–1967)